# Amazonka błękitnoskrzydła
Amazonka błękitnoskrzydła (Amazona gomezgarzai) – proponowany gatunek ptaka z rodziny papugowatych (Psittacidae) żyjący na Jukatanie w Meksyku. Opisany w 2017 roku w czasopiśmie „PeerJ”. Autorzy publikacji, która ukazała się w 2018 roku (Escalante et al.), twierdzą jednak, że takson ten nie stanowi odrębnego gatunku, a jedynie hybrydę amazonki białoczelnej (Amazona albifrons) uzyskaną w niewoli.
Średnia długość ciała Amazona gomezgarzai wynosi 25 cm, a masa ciała 200 g. Charakteryzuje się wyraźnym dymorfizmem płciowym, samce są większe od samic. W zależności od płci, długość skrzydeł wynosi 170–175 mm, a ogona 84–90 mm. Większą część ciała pokrywają pióra koloru zielonego. Jednak papugi te różnią się wielkością i szczegółami w kolorze upierzenia od innych amazonek występujących na półwyspie Jukatan, czyli amazonki białoczelnej (Amazona albifrons) i amazonki żółtokantarowej (Amazona xantholora).
Czoło i przednia część głowy oraz obrączka wokół oka u samca czerwone. U samicy kolor czerwony na głowie ograniczony jest do czoła. Lotki pierwszego i drugiego rzędu niebieskozielone. Ogon zielony z niebieskozielonymi końcówkami piór. Pióra ogona od strony wewnętrznej z czerwonymi plamami.
Wydają charakterystyczne głośne, ostre i powtarzające się odgłosy, które przypominają jastrzębia, naturalnego wroga tych ptaków. Niewykluczone, że odgłos ten służy do ostrzegania innych ptaków. Sylaby są 3–5 razy dłuższe niż u amazonek białoczelnych i żółtokantarowych.
Żyją w grupach do kilkunastu osobników. Pary i ich potomstwo mają tendencję do pozostawania razem w grupie.
Analizy genetyczne oparte na mitochondrialnym DNA wskazują na bliskie pokrewieństwo z amazonką białoczelną i sugerują, że jest jej podgatunkiem. Jednak może to wynikać z introgresji mitochondrialnego DNA lub zbyt małej zmienności zbadanych markerów genetycznych. Niewykluczone, że nowy gatunek wyewoluował stosunkowo niedawno (około 120 tysięcy lat temu) w obrębie jednej z populacji amazonek białoczelnych.
Gatunek został odkryty w 2014 r. przez ornitologa dr. Miguela Gómeza Garzę podczas jednej z jego wypraw na półwyspie Jukatan.